# Saleh Younous
Saleh Younous (1 de enero de 1949 en Faya-Largeau, Chad). Fue el primer director de la Dirección de Documentación y Seguridad (DDS), que se desempeñó desde abril de 1983 hasta el 30 de mayo de 1987. Bajo el régimen represivo de Hissène Habré, también condenado a cadena perpetua por crímenes de lesa humanidad y tortura en las jurisdicciones senegalesas. 
Como director del DDS, Younous supervisó en N'Djaména las operaciones de arresto y tortura llevadas a cabo por la Brigada Especial de Intervención Rápida (BSIR), que condujo los interrogatorios. Además, Younous fue nombrada por varias víctimas como autor material de actos de tortura.
En 1990, Habré fue destituido del poder y se exilió a Senegal . Ese mismo año, el presidente Idriss Deby creó una comisión nacional de investigación, cuyo informe se publicó en mayo de 1992, tras 17 meses de trabajo.
En 2000, las víctimas presentaron una denuncia en los tribunales chadianos, entre los acusados estaba Saleh Younous, Chad solo lo juzgó cuando las cosas cambiaron en 2014, debido a un procedimiento paralelo ante las Cámaras Extraordinarias de África dentro de las jurisdicciones senegalesas.
N'Djaména ganó una batalla legal contra las Cámaras Africanas Extraordinarias. "Saleh Younous y Mahamat Djibrine, alias" El Djonto ", no serán trasladados a Dakar como lo deseaba el órgano judicial.
Younous "afirmó" que el presidente Hissène Habré "nunca asistió a los interrogatorios", que algunas víctimas se contradecieron y nunca acudieron a las instalaciones del DDS. Nunca paré ni di la orden de matar. He defendido a mi país contra la Invasión Libia.
Junto con otros seis agentes de seguridad bajo el mando de Hissène Habré, Saleh Younous fue condenado en 2015 a cadena perpetua por "tortura" y "asesinato".